# Balbin (imię)
Balbin (łac. balbinus – jąkała) – imię męskie pochodzenia łacińskiego. Forma żeńska – Balbina.
W Polsce w styczniu 2025 r., wśród publicznie dostępnych danych dotyczących osób żyjących w rejestrze PESEL, nie wykazano mężczyzn o tym imieniu.
Balbin imieniny obchodzi 21 grudnia.

## Mężczyźni o tym imieniu lub nazwisku
- Balbin – cesarz Rzymu,
- Balbino Cortés Morales – hiszpański pisarz i polityk,
- Balbino Dávalos – meksykański prawnik i dyplomata,
- Bohuslav Balbín – czeski literat, historyk, pedagog, jezuita,
- Ricardo Balbín – argentyński prawnik i polityk,
- Adán Balbín – peruwiański piłkarz.